# الساحر: أسرار الخالد نيكولاس فلاميل
الساحر: أسرار الخالد نيكولاس فلاميل (غالباً ما يتم اختصاره إلى الساحر) هي رواية خيالية والدفعة الثالثة في سلسلة من ستة كتب أسرار الخالد نيكولاس فلاميل. التي كتبها مايكل سكوت. وهي بمثابة تكملة للساحر، وتم إصدارها في 26 مايو 2009 في الولايات المتحدة، 1 يونيو 2009 في أستراليا، و 25 يونيو 2009 في المملكة المتحدة. يشير الساحر أسمياً إلى بيرينيلي فلاميل.

## ملخص الحبكة
يأخذ فلاميل التوائم إلى لندن، حيث يستعمل فرانسيس لإدراج بالاميديس، فارس ساراكينوس، لمساعدتهم. يأخذهم بالاميديس إلى منزله، الذي هو عبارة عن ساحة خردة في لندن، ويتمكنوا من العمل معًا للأتصال ببيرينيلي. يعلق بيرينيلي على الكاتراز كصديق ولكنه غير جدير بالثقة برفقة الزعيم العنكبوت، أريوب-إناب، بعد هروبه من السفنكس والتغلب على موريجان. وقد تم قمع موريجان من خلال كلمات الطاقة التي أقامت في الجزيرة التي أستعادت جثتها من قبل شقيقتيها الأكبر، ماشا وبادب. بيرينيلي أيضاً يعمل أتصال عابر مع سكاثاك وجان دارك من خلال سكرايينغ. ثم يتم مهاجمة آريوب-إناب وجيش العنكبوت بهجوم من الذباب المسموم، مما يقتل معظم العناكب ويجرح أريوب-إناب. وينضم الولد بيلي مع ميكيافيللي في محاولة لقتل الساحر، ولكن بيرينيل، بمساعدة من ماشا وبادب، يخدعان الزوج ويسرقان قاربهما، عائدين إلى البر الرئيسي مع حليفها الجديد، الآلهة كرو.
لسوء الحظ، أيقظ حكماء الظلام كائن قديم أكثر قوة وغموضاً منهم: أرشون (كائن يسبق الحكماء). يُعرف آرشون، المسمى سيرننوس، باسم الإله ذو القرون، وهو قائد مجموعة من المستذئبين تسمى «وايلد هانت». يشارك كل من سيرننوس، والوايلد هانت، والدكتور دي, وشكسبير، وكلاب صيد جبرائيل، وبالاميديس، والتوائم، وفلاميل في معركة شرسة. يحاول فلاميل وبالاميديس والتوائم في شق طريقهم إلى سيرننوس ودي وهم يهربون من تدمير ساحة الخردة. يلتقطون جلجامش قبل التوجه إلى ستونهنج. ما حجبه نيكولاس فلاميل من التوائم هو أن جلجامش الملك مجنون. على الرغم من أنه لا يوجد لديه هالة سحرية - وبالتالي لا يمكنه أستخدام أي من قدراته - لا يزال بإمكانه نقل معرفته إلى التوائم البشري المستيقظ. يستخدم مكيافيلي سلطته كرئيس للمخابرات الفرنسية لإغلاق الطرق حول ستونهنج، لذا فهم يتوجهون إلى أحد المنازل الآمنة المجاورة لشكسبير. هنا يعلم جلجامش التوائم سحر الماء. في حين أن التوائم يتكيفون مع القوى التي علمهم أياها جيلجامش، يعود سيرننوس مع الوايلد هاونت ويهاجم التوائم وجلجامش. أصيب جلجامش من قبل آرشون، لكن التوأمين يستخدمون قدراتهم السحرية المكتشفة حديثاً لحماية الملك. أثناء هروبهم، جوش يخسر كلارنت، ودي يمسك السيف، ويعيد لم شمله مع توأمه، إكسكاليبر. السيفان يندمجان معا لصنع سيف جديد. يهرع فلامليس وبالاميديس والتوأم لستونهج مع الوايلد هاونت ودي والشرطة من بعدهم. يجتمعون مع شكسبير وكلاب صيد جبرائيل الذين هربوا من فناء سحة الخردة باستخدام نفق سري، يقوم التوأم بتفعيل خطوط لاي في ستونهنج، في حين يستقبل البطلان بيرنيلي في الطرف الآخر.
في هذه الأثناء، يحاول سكاثاك وجان دارك الوصول إلى الكاتراز لمساعدة بيرينيلي ولكنهم محاصرون في عالم الظل من قبل ميكافيلي، الذين قاموا عمداً بتحديد الفخ لأقتناصهم. لا يعرفون كيف يعودون إلى وقتهم ويجب عليهم محاولة البقاء على قيد الحياة بينما ينتظرون فلاميل والآخرين للعثور عليهم وإنقاذهم.

## شخصيات جديدة لهذه السلسلة
- بالاميديس - استأجره فرانسيس لمساعدة فلاميل والتوائم. هو فارس خالد من ساراكينوس وشهد سقوط الملك آرثر في المعركة. لديه قدرة غير عادية على التحرك بحرية في جميع أنحاء عالم الظلال دون أن يعاني من أي آثار سيئة. هالته خضراء داكنة ولها رائحة مثل القرنفل.
- وليام شكسبير - إنسان خالد معروف أيضاً بأسم بارد. تدرب تحت نيكولاس فلاميل والدكتور دي. بعض أعضاء تورك مادرا، أوكلاب صيد جبرائيل/راتشيتس مخلصون له. عاش مع بالاميديس في ساحة الخردة حتى ظهر فلاميل والتوائم. هالته صفراء ورائحتها كالليمون.
- الولد بيلي - أسمه الحقيقي «هنري مكارثي». أُرسل إلى الكاتراز لقتل بيرينيلي فلاميل. يملك ثندربيرد قابل للتحول. هالته أرجوانية-محمرة عميقة ورائحتها كفلفل الحريف.
- جلجامش الملك - أقدم إنسان خالد، المعروف أيضاً بأسم «القديم من أيام». يعرف جلجامش جميع أنواع السحر، لكنه غير قادر على أستخدامه كما لا يوجد لديه هالة. وقد أثرت القرون على عقله في كثير من الأحيان مما جعله نائماً ومربكاً، ويقترب من الجنون. وعد جلجامش بتذكر صوفي بعد أن أراقت دمعتها عندما قال بإنه لا يستطيع حتى أن يتذكر معظم الأشياء التي حدثت في حياته.
- سيرننوس - آلهة ذو قرون. وهو أركون من الوقت قبل أن يمشي الحكماء على الأرض. سيد وايلد هانت. أرسل لتسديد الدين إلى سيد دي بالمساعدة في تدمير نيكولاس، جوش، صوفي والآخرين في ساحة الخردة. قَتل الملك آرثر وموردرد مع كلارينت.
- نيريوس - «رجل البحر القديم». هو وبناته يمنعان بيرينيلي من مغادرة الكاتراز. لديه ثمانية مخالب بدلاً من ساقين.
- الأرواح المقنطرة - أرسلت أكلة اللحوم متغيرة الشكل للقاء فلاميل ومجموعته في لندن من قبل جون دي.
- كلاب صيد جبرائيل - المعروفين أيضاً بأسم تورك مادرا وراتشيتس. هؤلاء هم رجال الكلاب الموالون لوليام شكسبير. ويساعدون في الدفاع عن قلعة الخردة ضد الهجوم من سيرننوس والوايلد هانت التابعين له.

## أختلافات الطبعات الخاصة
تم إصدار الساحر كجزء من إصدار خاص من كتاب يحمل ثلاثة كتب بعنوان الدستور الأول في الولايات المتحدة الأمريكية في 28 سبتمبر 2010.
الساحر هو أيضا متاح ككتاب مسموع مختصر. وصدر عن مكتبة الأستماع في 26 أيار / مايو 2009 رواه بول بوهمر. أرقام رقم دولي معياري للكتاب للكتب الصوتية هي: (ردمك 0-7393-8055-9)0-7393-8055-9 (المملكة المتحدة)، (ردمك 978-0-7393-8055-0)978-0-7393-8055-0 (الولايات المتحدة الأمريكية).

## الترشيحات
- أمازون - أفضل الكتب لعام 2009 أفضل 10 كتب للأطفال: القراء الوسط.[3]
- سايبلز (جوائز الأطفال والمدونين الشبان الأدبيين) - ترشيحات 2009, الخيال والخيال العلمي: السنوات الأبتدائية / المتوسطة.[4]

## لعبة الأنترنت
للاحتفال بالإفراج عن الساحر تم إنشاء لعبة على الإنترنت. كانت تسمى تحديات الحكيم وأطلقت في 21 نيسان / أبريل 2009. يتم توجيه اللاعبين من خلال اللعبة، والتي هي مجموعة من أربعة تحديات، من خلال مشاهد الفيديو يضم مايكل سكوت. تطلبت المهمة الأولى، تحدي الخيمياء، على اللاعبين تجميع بانوراما متحركة من شعار السلسلة ضد ساعة العد التنازلي. تتطلب المهمة الثانية، تحدي الساحر، على اللاعبين تسليم كتابين من سلسلة من الكتب والعثور على رموز متطابقة، عندما يتم العثور على زوج متطابق في كل من الكتب تشتعل فيه النيران ويختفي. تكتمل المهمة عندما تمت مطابقة جميع الكتب. أما المهمة الثالثة، فكانت التحدي الخاص بالمغامرة وهي لعبة تسلسل الألوان حيث يختار اللاعبون قوارير ملونة وعليهم تكرار التسلسل الذي ظهروا فيه. ثم يتقدم اللاعبون للقاء الحكيم، الذي يطلب منهم مجموعة من الأسئلة المعرفية حول الكتب. وتُعطى هالة ملونة أعتماداً على درجاتهم والوقت الذي يستغرقونه في المهام.

## تتمة
تم إصدار تتمة مستحضر الأرواح: أسرار الخالد نيكولاس فلاميل في 25 أيار / مايو 2010 في الولايات المتحدة الأمريكية. و 5 آب / أغسطس 2010 في المملكة المتحدة.

## وصلات خارجية
- المؤلف الموقع الرسمي
- موقع الناشر
- منتدى محبي فلاميل